# Furcadesha nanningensis
Furcadesha nanningensis är en stekelart som beskrevs av Liu och Chen 2007. Furcadesha nanningensis ingår i släktet Furcadesha och familjen bracksteklar. Inga underarter finns listade i Catalogue of Life.